# Human Waste
Human Waste är det amerikanska death metal-bandet Suffocations debut-EP som släpptes den 1 maj 1991 genom skivbolaget Relapse Records. Låtarna "Infecting the Crypts", "Mass Obliteration" och "Jesus Wept" återinspelades och utgavs på bandets första fullängds studioalbum, Effigy of the Forgotten. "Synthetically Revived" återinspelades och utgavs på albumet Pierced from Within och "Catatonia" återinspelades för EP:n Despise the Sun. Titelspåret spelades in till demo-skivan Reincremated.

## Låtförteckning
1. "Infecting the Crypts" – 4:37
2. "Synthetically Revived" – 3:38
3. "Mass Obliteration" – 4:28
4. "Catatonia" – 3:55
5. "Jesus Wept" – 3:38
6. "Human Waste" (demo) – 2:58

## Medverkande
Musiker (Suffocation-medlemmar)
- Frank Mullen − sång
- Terrance Hobbs – gitarr
- Doug Cerrito – gitarr
- Josh Barohn − basgitarr
- Mike Smith − trummor

Produktion
- Matthew F. Jacobson – producent
- Paul Bagin – ljudtekniker (spår 1–5)
- Conrad Ziarnink – ljudtekniker (spår 6)
- Orion Landau – omslagsdesign
- Ron Spencer – omslagskonst